# 741. pehotni polk (Wehrmacht)
Za druge 741. polke glejte 741. polk.
741. pehotni polk (izvirno nemško Infanterie-Regiment 741) je bil eden izmed pehotnih polkov v sestavi nemške kopenske vojske med drugo svetovno vojno.

## Zgodovina
Polk je bil ustanovljen 24. aprila 1941 kot polk 15. vala na področju Češki Budejovic za potrebe zasedbenih nalog v Srbiji; polk je bil dodeljen 714. pehotni diviziji. 15. oktobra 1942 je bil polk preimenovan v 741. grenadirski polk.